# Кстовський район
Кстовський район (рос. Кстовский район) — адміністративно-територіальна одиниця (район) та муніципальне утворення (муніципальний район) у  центральній частині Нижньогородської області Росії.
Адміністративний центр — місто Кстово.

## Історія
Район було утворено 1929 року.

## Населення
| 1939     | 1959     | 1970     | 1979     | 1989     | 2002     | 2006     |
| -------- | -------- | -------- | -------- | -------- | -------- | -------- |
| 60 848   | ↗77 190  | ↘58 316  | ↘47 409  | ↗47 917  | ↗113 703 | ↘111 960 |
| 2008     | 2009     | 2010     | 2011     | 2012     | 2013     | 2014     |
| ↗112 448 | ↗113 015 | ↘112 823 | ↗112 828 | ↗113 333 | ↗113 943 | ↗114 161 |
| 2015     | 2016     | 2017     |          |          |          |          |
| ↗115 789 | ↗117 436 | ↗119 630 |          |          |          |          |